# Charles Edward Haviland
Pour les articles homonymes, voir Haviland (homonymie).
Charles Edward Haviland, né à New York le 7 janvier 1839 et mort à Limoges le 15 mars 1921, est un célèbre industriel de la porcelaine et acteur important de l'histoire économique de la ville de Limoges au XIXe siècle. Il est le père du peintre cubiste Frank Burty-Haviland et du photographe Paul Haviland.

## Biographie

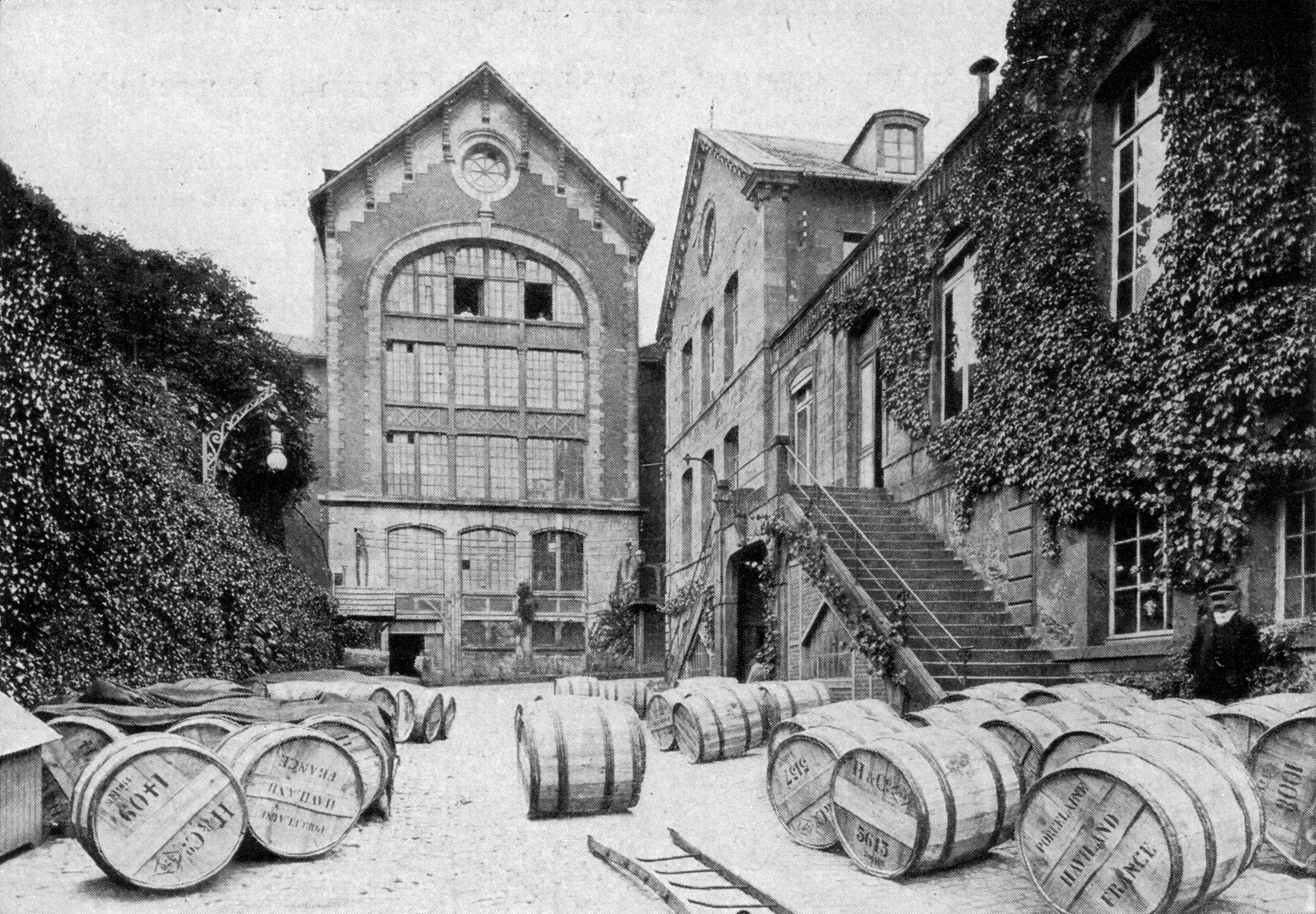
Usine de porcelaine Haviland au début du XXe siècle : les barils de porcelaine sont prêts à l'expédition vers les États-Unis.

Citoyen américain, il est le fils aîné de David Haviland, négociant en porcelaine, protestant et d'origine américaine, et de sa femme Mary Miller. Son père quitte l'Amérique en 1840 et s'installe définitivement dans le Limousin à partir de 1842. Son frère Théodore (1842-1919) sera lui aussi un patron de la porcelaine à Limoges.
L'affaire de la famille Haviland prospère mais traverse une crise grave pendant la guerre de Sécession américaine, laquelle met un terme au commerce transatlantique de la famille : la boutique de New York doit déclarer faillite en 1863.
C'est alors que David Haviland associe ses enfants à l'entreprise Haviland. L'aîné, Charles Edward, en devient le directeur.
Ce dernier emprunte de l'argent pour réaliser des investissements, dans le but de sauver l'entreprise paternelle. Il modernise l'outil de production, mène une politique commerciale forte et axée sur le marché américain. En effet, ce dernier est en plein boom depuis la fin de la guerre.
La porcelaine de Limoges vendue sous le nom Haviland est un énorme succès commercial et, est très prisée dans les salons de la haute-société américaine de la Belle Époque, grâce notamment à l'excellente qualité du kaolin du Limousin et de ses décorations artisanales peintes à la main.
En 1905, au sommet de sa gloire, Haviland & Co. emploie plus de 2 500 personnes à Limoges et joue le rôle de locomotive dans l'économie de la ville et sa région. Mais cette même année, c’est le milieu ouvrier porcelainier qui va s’enflammer. Limoges compte 50 syndicats et 4000 ouvriers syndiqués. Un terreau où peuvent s’épanouir toutes les tendances de la gauche de l’époque : libertaires, utopistes, guédistes, radicaux-socialistes  comme le maire Émile Labussière. Tous seront les acteurs des événements de la Grèves de Limoges de 1905 qui a vu la mort, au Jardin d'Orsay, de Camille Vardelle, un jeune ouvrier porcelainier, tué d'une balle de fusil Lebel, l'arme des soldats.
L'industriel, bien qu'autoritaire et contre les syndicats, met en place dans son entreprise, des mesures paternalistes comme de nombreux services sociaux pour les ouvriers et les employés, pour l'épargne, le chômage, la santé, le logement, les vacances.
Il est fait commandeur de la Légion d'honneur par décret du 24 juillet 1912.
Il meurt en 1921 à Limoges.

## Postérité
Charles Edward épouse Marie Guillet en 1864 avec qui il aura un enfant, Georges. Veuf en 1873, il se remarie en 1877 avec Madeleine Burty,  fille de Philippe Burty (1830-1890), critique d'art, dessinateur, lithographe et collectionneur français. De cette union sont nés Paul Burty-Haviland (1880-1950) qui deviendra photographe, écrivain et critique d'art, John (1883-1961) et Franck Burty Haviland (1886-1971),peintre cubiste.
Son domaine du Vigen dans la Haute-Vienne est aujourd'hui un parc animalier connu sous le nom de parc du Reynou. Le château de l'industriel et ses jardins existent toujours et font partie du circuit touristique.

## Sources
- Nathalie Valière, Un Américain à Limoges : Charles Edward Haviland, Porcelainier, Tulle, Lemouzi, 1992, 248 p.
- Jean d'Albis, Haviland, Paris, Éd. Dessain et Tolra, 1988, 125 p.  (ISBN 2-249-27789-3)